# Streptocarpus semijunctus
Streptocarpus semijunctus är en tvåhjärtbladig växtart som beskrevs av Brian Laurence Burtt. Streptocarpus semijunctus ingår i släktet Streptocarpus och familjen Gesneriaceae. Inga underarter finns listade i Catalogue of Life.